# هربرت کیلپین
هربرت کیلپین (۲۴ ژانویه ۱۸۷۰، انگلیس تا ۲۲ اکتبر ۱۹۱۶، ایتالیا) مربی و بازیکن انگلیسی و پایه‌گذار باشگاه فوتبال و اولین کاپیتان باشگاه آ. ث.  میلان ایتالیا می‌باشد.